# Zbigniew Bać
Zbigniew Bać (ur. 19 listopada 1930 w Rzeszowie, zm. 5 stycznia 2021) – polski architekt, wykładowca, badacz, popularyzator, twórca idei habitatu.

## Życiorys
Studia architektoniczne ukończył na Politechnice Wrocławskiej w 1956 i podjął pracę na Wydziale Architektury Politechniki Wrocławskiej, gdzie był m.in. zastępcą dyrektora Instytutu Architektury i Urbanistyki (1975–1980), a od 1992 kierownikiem Katedry Projektowania Architektury Mieszkaniowej. Od 1980 do 1983 r. wykładał na Wydziale Architektury w Mosulu. W latach 1998–2000 był dziekanem Wydziału Architektury Wyższej Szkoły Gospodarowania Nieruchomościami w Warszawie, od 2013 do 2016 był kierownikiem Instytutu Architektury i Urbanistyki, a potem kierownikiem Zakładu Projektowania i Teorii Architektury Wydziału Budownictwa, Architektury i Inżynierii Środowiska Uniwersytetu Zielonogórskiego.
W 1966 uzyskał stopień doktora nauk technicznych, a w 1992 r. został mianowany profesorem. Przewodniczył Komitetowi Architektury i Urbanistyki Polskiej Akademii Nauk (2005–2016). Autor 45 prac naukowych, 180 opracowań projektowych, w tym 40 projektów konkursowych, m.in. Liceum Ogólnokształcące w Zakopanem (1960) zaprojektowanego wraz z Tadeuszem Brzozą i Elżbietą Król-Bać.
Od 1956 należał do Stowarzyszenia Architektów Polskich, ponadto był członkiem Dolnośląskiej Okręgowej Izby Architektów. Odznaczony Złotym Krzyżem Zasługi (1976), Krzyżem Kawalerskim (1987) i Krzyżem Oficerskim Orderu Odrodzenia Polski (2014), Medalem Komisji Edukacji Narodowej (2002), medalem i złotą odznaka Politechniki Krakowskiej (2005) oraz Złota Odznaka SARP.
Został pochowany na cmentarzu św. Wawrzyńca we Wrocławiu.